# منشأة البداري
قرية منشأة البداري هي إحدى القرى التابعة لمركز البداري في محافظة أسيوط في جمهورية مصر العربية. حسب إحصاءات سنة 2006، بلغ إجمالي السكان في منشأة البداري 5841 نسمة، منهم 2881 رجل و2960 امرأة.